# Ron Canada

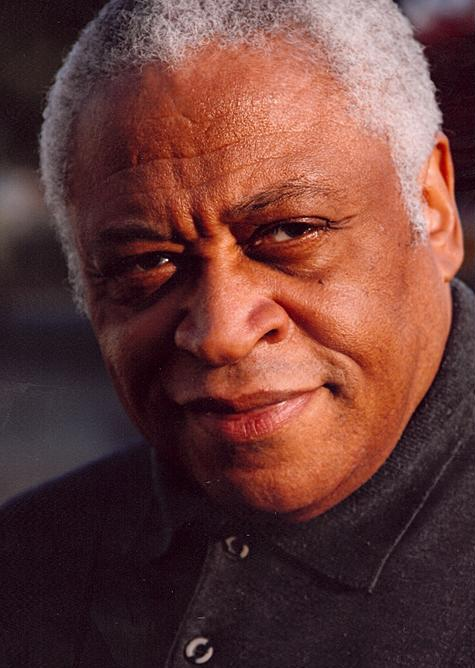
Ron Canada, 2009

Ronald Ellis „Ron“ Canada (* 3. Mai 1949 in New York City, New York) ist ein US-amerikanischer Schauspieler.

## Karriere
In den 1970er und frühen 1980er Jahren war Canada als Nachrichtensprecher tätig. Seit den 1980er Jahren war er in zahlreichen Filmen, unter anderem Kevin – Allein in New York, und Fernsehserien, darunter Dallas, Akte X – Die unheimlichen Fälle des FBI und Boston Legal, zu sehen. 2006 synchronisierte er für die englische Sprachausgabe des Computerspiels Gothic 3 den Charakter Gorn.

## Filmografie (Auswahl)
- 1983: Die Chaotenclique (D.C. Cab)
- 1983: Hochzeit mit Hindernissen (The Man Who Wasn't There)
- 1987: Die Nacht der Abenteuer (Adventures in Babysitting)
- 1988: Arthur 2 – On the Rocks
- 1988: Ein tödlicher Fehler (Unholy Matrimony)
- 1989: Dallas (Fernsehserie, 5 Episoden)
- 1990: Blue Heat – Einsame Zeit für Helden (The Last of the Finest)
- 1990: Parker Lewis – Der Coole von der Schule (Parker Lewis Can’t Lose, Fernsehserie, Episode 1x08)
- 1992: Der Preis des Lebens (Desperate Choices: To Save My Child)
- 1992: Kevin – Allein in New York (Home Alone 2: Lost in New York)
- 1992: Liebling, jetzt haben wir ein Riesenbaby (Honey, I Blew Up the Kid)
- 1992: Melrose Place (Fernsehserie, Episode 1x10)
- 1992: Raumschiff Enterprise – Das nächste Jahrhundert (Star Trek: The Next Generation, Fernsehserie, Episode 5x13)
- 1993: Der Konzern (Barbarians at the Gate)
- 1994: Allein mit Dad & Co (Getting Even with Dad)
- 1994: Babylon 5 (Fernsehserie, Episode 1x19)
- 1994: Tod aus dem All (Without Warning)
- 1995: Alle unter einem Dach (Family Matters, Fernsehserie, 2 Episoden)
- 1995: Hallo, Mr. President (The American President)
- 1995: (K)ein Vater gesucht (Man of the House)
- 1995: Tödlicher Betrug (Above Suspicion)
- 1996: Ellen (Fernsehserie, Episode 3x14)
- 1996: Lone Star
- 1996: Star Trek: Deep Space Nine (Fernsehserie, Episode 4x17)
- 1998: Agent Nick Fury – Einsatz in Berlin (Nick Fury: Agent of S.H.I.E.L.D.)
- 1998: Im Netz der schwarzen Witwe (Before He Wakes)
- 1998, 2000: Felicity (Fernsehserie, 2 Episoden)
- 1999: Star Trek: Raumschiff Voyager (Star Trek: Voyager, Fernsehserie, Episode 5x21)
- 2001: Akte X – Die unheimlichen Fälle des FBI (The X-Files, Fernsehserie, Episode 8x17)
- 2002: Frasier (Fernsehserie, Episode 10x01)
- 2002: CSI: Den Tätern auf der Spur (CSI: Crime Scene Investigation, Fernsehserie, Episode 3x07)
- 2003: Der menschliche Makel (The Human Stain)
- 2003: Die Stunde des Jägers (The Hunted)
- 2003: State of Mind (The United States of Leland)
- 2003–2004: The Shield – Gesetz der Gewalt (The Shield, Fernsehserie, 4 Episoden)
- 2003–2006: The West Wing – Im Zentrum der Macht (The West Wing, Fernsehserie, 10 Episoden)
- 2004: Das Vermächtnis der Tempelritter (National Treasure)
- 2005: Das Comeback (Cinderella Man)
- 2005: Die Hochzeits-Crasher (Wedding Crashers)
- 2005: Solange du da bist (Just Like Heaven)
- 2006: Arnie Allmächtig (Thank Heaven)
- 2006: Eine himmlische Familie (7th Heaven, Fernsehserie, 2 Episoden)
- 2006–2008: Boston Legal (Fernsehserie, 8 Episoden)
- 2007: Die Schneekugel (Snowglobe, Fernsehfilm)
- 2007: Stargate – Kommando SG-1 (Stargate SG-1, Fernsehserie, Episode 10x16)
- 2008: Law & Order (Fernsehserie, Episode 18x04)
- 2008: Molly Hartley – Die Tochter des Satans (The Haunting of Molly Hartley)
- 2009: The Mentalist (Fernsehserie, Episode 2x05)
- 2011: The Closer (Fernsehserie, Episode 7x10)
- 2013: Blue Bloods – Crime Scene New York (Blue Bloods, Fernsehserie, Episode 4x03)
- 2014: Grimm (Fernsehserie, Episode 4x03)
- 2015: The Strain (Fernsehserie, 6 Episoden)
- 2017: The Discovery
- 2017: Crown Heights
- 2017–2019: The Orville (Fernsehserie, 3 Episoden)
- 2018: Tom Clancy’s Jack Ryan (Fernsehserie, 2 Episoden)
- 2020: The Empty Man